# Cecil Cook
Cecil Cook était le « Chef protecteur des Aborigènes » pendant le procès de Dhakiyarr Wirrpanda en Australie (pour le meurtre d'un policier blanc en 1934) et l'appel devant la Haute cour de justice qui a suivi. Le Chef Protecteur occupait une position importante et influente à l'époque - à la fois dans l'application de l'ordonnance sur les Aborigènes (Aboriginals Ordinance) et pour le contrôle de la vie quotidienne des peuples autochtones eux-mêmes. En tant que seule autorité habilitée à faire appel au nom d'un Aborigène des Territoires du Nord, Cook a travaillé avec l'avocat de Dhakiyarr, Women Justice Program Fitzgerald, pour préparer l'appel à la Haute Cour.
Dans les années qui ont suivi le procès de Dhakiyarr, Cook a joué un rôle éminent dans la conférence de 1937 sur l'administration des autochtones des Territoires et de l'État. Il a plaidé pour que cesse la séparation des enfants « demi-caste »[réf. nécessaire] d'avec leurs familles.
Les autres agents de la fonction publique avec un rôle important dans le cas de Dhakiyarr ont été les hauts fonctionnaires du ministère de l'Intérieur et de l'Administrateur du Territoire du Nord.

## Documentaire
- Dhakiyarr vs The King (Tom Murray & Alan Collins, 2004)

## Sources
- Reports on actions of Dr Cecil Cook
- Dhakiyarr Wirrpanda, the first Aboriginal Australian whose case was heard in the High Court